# (1545) Thernöe
(1545) Thernöe – planetoida z pasa głównego asteroid okrążająca Słońce w ciągu 4 lat i 226 dni w średniej odległości 2,77 au. Została odkryta 15 października 1941 roku w Obserwatorium Iso-Heikkilä w Turku przez Liisi Otermę. Nazwa planetoidy pochodzi od Karla Augusta Oscara Thernøe, duńskiego astronoma. Przed nadaniem nazwy planetoida nosiła oznaczenie tymczasowe (1545) 1941 UW.